# Henrik Gabriel Porthan

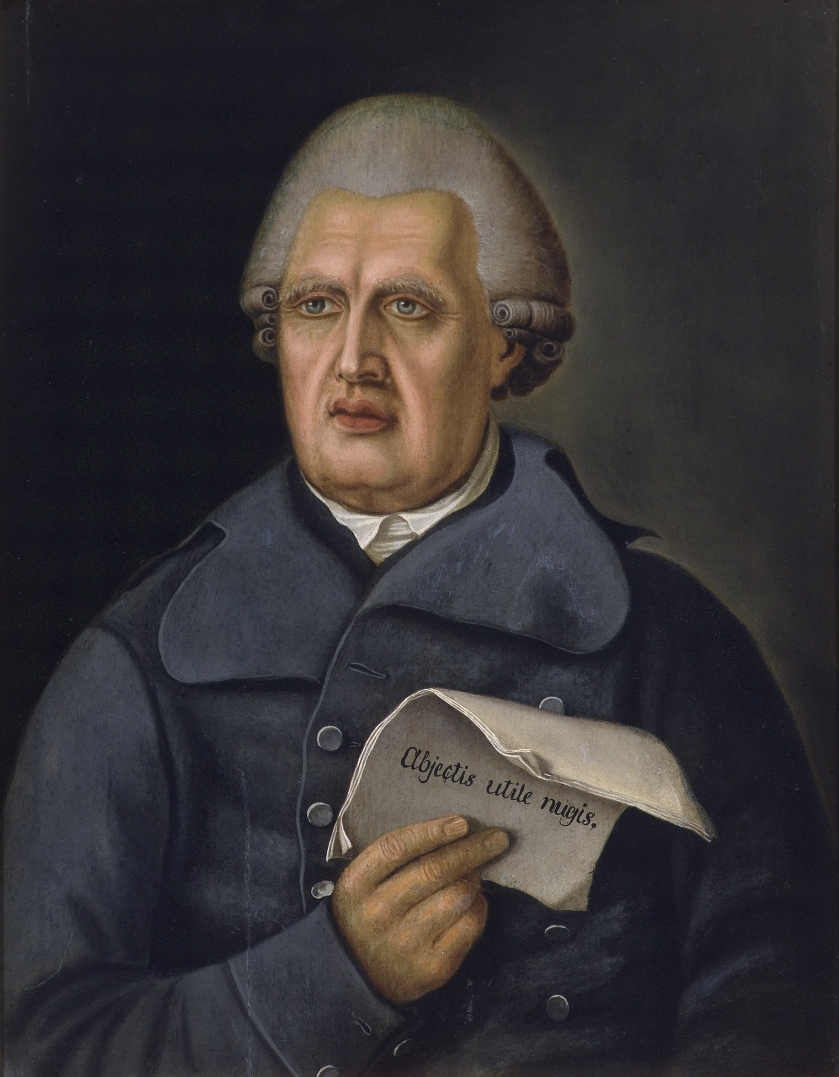
Henrik Gabriel Porthan

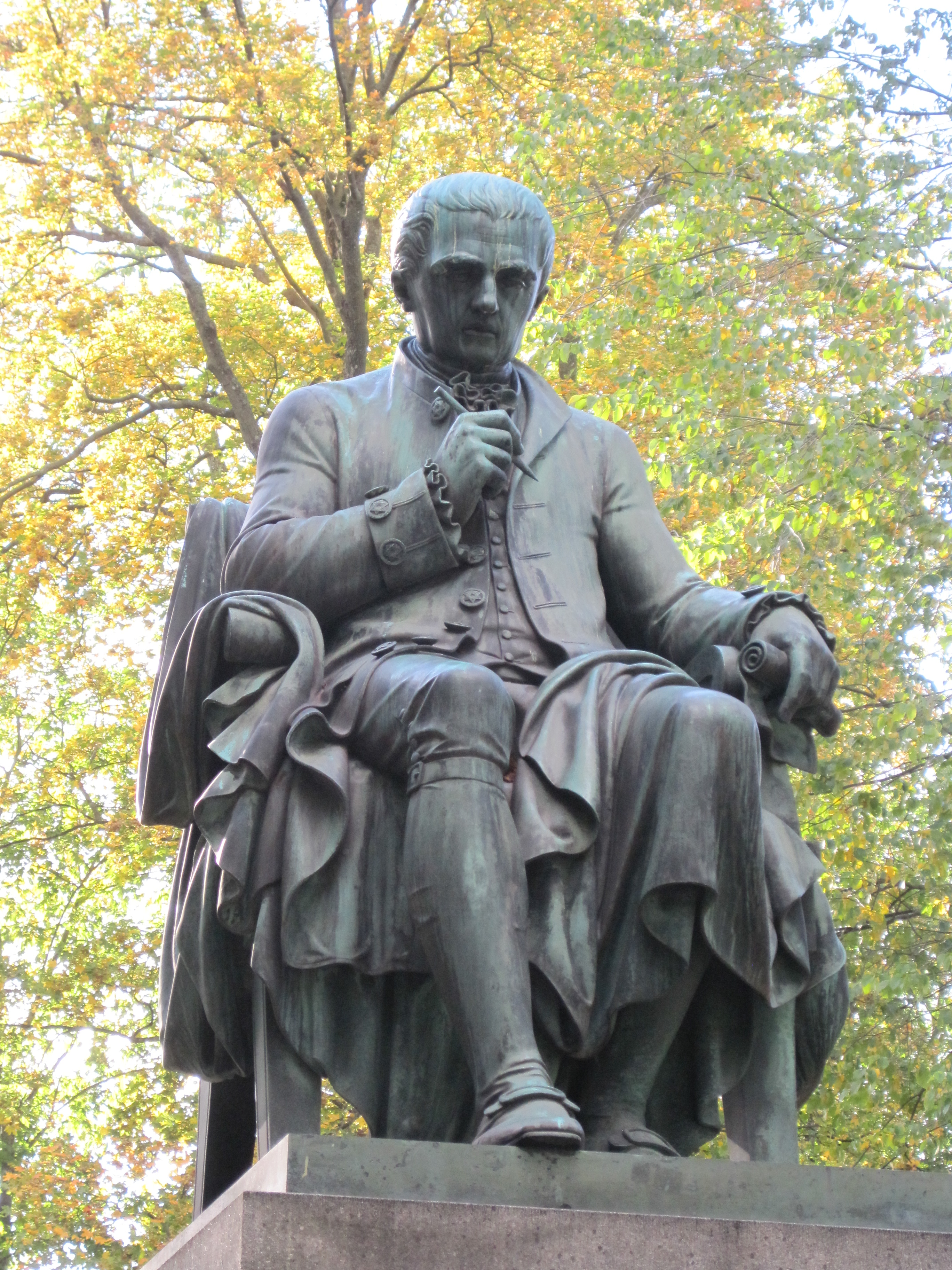
Porthan-Statue in Turku

Henrik Gabriel Porthan (* 8. oder 9. November 1739 in Viitasaari, Finnland; † 16. März 1804 in Turku) war ein finnischer Gelehrter und gilt als „Vater der finnischen Geschichtsschreibung“.
Porthans Eltern waren der Pfarrer Porthan und dessen Frau Kristina, geb. Juslenius. Die Familie war schwedischsprachig. An der Stelle von Porthans Geburtshaus in Viitasaari erinnert heute ein Gedenkstein an ihn.

## Akademische Laufbahn
Porthan begann sein Studium 1754 an der Akademie zu Turku in der damaligen finnischen Hauptstadt Turku und erwarb 1760 den Magistertitel. 1772 wurde er Universitätsbibliothekar, 1779 Professor und 1802 Kanzleirat.

## Philosoph
Als Dozent für Philosophie erlangte Porthan großen Einfluss. Er vertrat eine eklektische Philosophie und war ein Anhänger der Lehre John Lockes und ein Gegner von Immanuel Kant.

## Linguist
Porthan war ein Wegbereiter der modernen Finnougristik. Er begann mit der Sammlung finnischer Volkslieder und Gedichte, eine Arbeit, die später von Elias Lönnrot vollendet wurde. Er verfasste eine Grammatik der finnischen Sprache und arbeitete an einem Lexikon der Etymologie des Finnischen, das jedoch unvollendet blieb.

## Historiker
Als Historiker setzte Porthan die Arbeit von M. Juusten fort und erweiterte dessen geschichtliches Werk. Porthan befasste sich vor allem mit der finnischen Kirchengeschichte, Kritiker werfen ihm jedoch vor, als Protestant gegenüber katholischen und orthodoxen Sitten und Gebräuchen voreingenommen gewesen zu sein.

## Rezeption

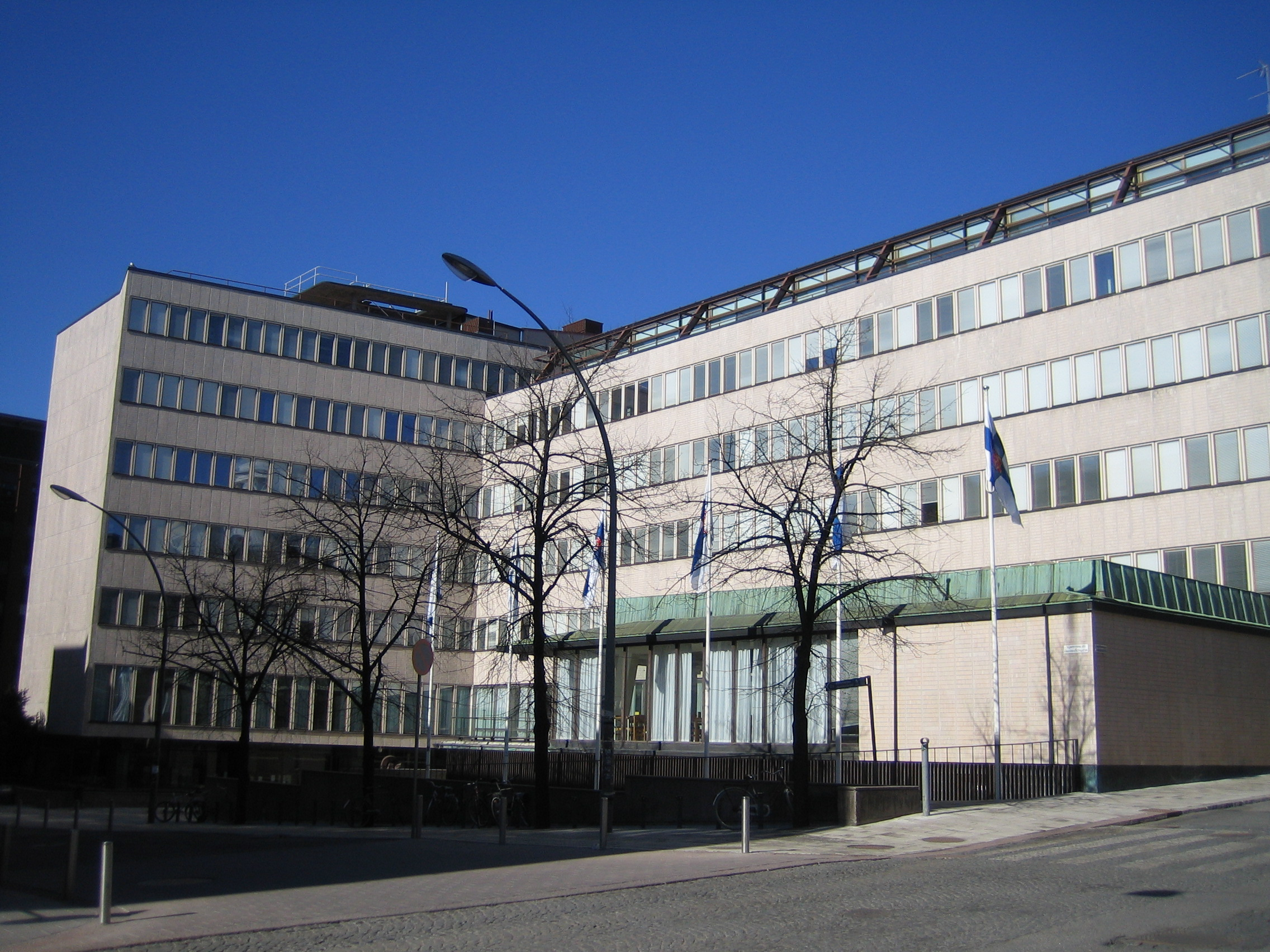
Blick auf das Porthania (2007)

Das von Aarne Ervi entworfene Gebäude der juristische Fakultät der Universität Helsinki, der Nachfolgerin der 1828 in die Hauptstadt verlegten Akademie zu Turku, wird nach Porthan als Porthania bezeichnet.